# 厚木市立厚木小学校
厚木市立厚木小学校（あつぎしりつ あつぎしょうがっこう）は、神奈川県厚木市寿町にある公立小学校。厚木市内で最も古い小学校である。

## 概要
明治維新後の廃藩置県により、旧烏山藩から県となった烏山県知事の命を受け、1871年（明治4年）に「成思館」として設立され、寺院「長福寺」内に校舎を置いて始まったという非常に長い歴史を持つ。
2022年（令和4年）には、開校150周年を迎えて記念行事が実施された。

### 旧校舎跡地
開校当初は「長福寺」内に校舎を置いていたが、現在の厚木市中町1丁目4番1号（本厚木駅北口）に校舎を建設し、1902年（明治35年）11月に校地を移転。この地にあった旧校舎にて長年授業を行ってきた。
関東大震災による被災や第二次世界大戦の終戦を経て、戦後の1970年（昭和45年）2月、旧校舎からさらに北側の現在地（寿町3丁目15番34号、神奈川県立厚木東高等学校が移転した跡地）に新校舎を建設して移転した。
旧校舎の跡地には現在、市の公共施設「厚木市保健福祉センター」（厚木市社会福祉協議会を併設）があり、敷地内には「厚木小学校跡記念碑」が建立されている。
なお厚木小学校の移転後、1976年（昭和51年）には本厚木駅の立体化が完成。1980年代には本厚木駅北口の開発が進み、旧校舎跡地の西側（中町1丁目5番10号）には、1981年（昭和56年）にダックシティ厚木百貨店が開業、のちに厚木ビブレ→厚木サティを経て、2011年（平成23年）3月1日以降はイオン厚木店として営業している。また、ダックシティ厚木百貨店（現：イオン厚木店）の南側には、厚木バスセンター（中町1丁目5番）が1984年（昭和59年）に開業した。

## 沿革
- 1871年（明治4年）
  - 廃藩置県により烏山藩は廃藩となり、烏山県となる。
  - 烏山県知事により「成思館」として設立[2]、長福寺に校舎を置く[2][5][6]。
  - 第1次府県統合により、当地は烏山県から足柄県へ移管される。
- 1873年（明治6年）5月 - 学制発布により公立小学校となり、「第1大学区第29中学区第1小区第1番小学成思館」へ改称[2]。
- 1876年（明治9年）4月 - 第2次府県統合により、当地は足柄県から神奈川県へ移管される。
- 1886年（明治19年）4月 - 第一次小学校令発布により、公立厚木小学校へ改称[2]。
- 1889年（明治22年）4月1日 - 町制施行により厚木町が発足、愛甲郡役所が置かれる。
- 1891年（明治24年）4月 - 第二次小学校令発布により尋常高等小学校となり、厚木町立尋常高等厚木小学校へ改称[2]。
- 1902年（明治35年）11月 - 校舎を建設し移転[2]（現在の厚木市中町1丁目4-1[2]、厚木市保健福祉センターの場所[7][8]）。
- 1923年（大正12年）9月1日 - 関東大震災で被災し校舎が倒壊する[2]。
- 1927年（昭和2年）4月1日 - 校地南側に小田急小田原線相模厚木駅（現：本厚木駅）が開業、現市域内に鉄道路線が開通する。
- 1941年（昭和16年）4月1日 - 国民学校令施行により国民学校となり、神奈川県愛甲郡厚木国民学校へ改称[2]。
- 1946年（昭和21年）4月1日 - 戦後の学制改革により、厚木町立厚木小学校へ改称[2]。
- 1955年（昭和30年）2月1日 - 厚木町ほか1町4村が合併して市制施行し厚木市が発足。これに伴い、厚木市立厚木小学校へ改称[2]。
- 1956年（昭和31年）3月 - 校歌を制定[2]。
- 1961年（昭和36年）1月 - 市内で初となる完全給食を開始[2]。
- 1966年（昭和41年）- 厚木東高等学校が寿町から王子へ移転。
- 1970年（昭和45年）2月 - 新校舎へ移転[2]（現在地、現在の厚木市寿町3丁目15-34[3]。厚木東高等学校の跡地）。
- 1972年（昭和47年）7月 - 創立100周年記念式典を開催[2]。
- 1983年（昭和58年）3月 - 南校舎を増築[2]。
- 1986年（昭和61年）- 体育館・運動場を整備、南北校舎の改造などを行う[2]。
- 1993年（平成5年）7月 - 中村雨紅記念歌碑を建立[2]。
童謡「夕焼小焼」の作詞で知られる詩人・童謡作家の中村雨紅は、東京府南多摩郡恩方村（現：東京都八王子市）出身で、1926年（大正15年）に日本大学高等師範部を卒業後、神奈川県立厚木実科高等女学校（現：厚木東高校）の国語教師として厚木へ赴任し、72歳で没するまで厚木市に在住した[14]。同高校の跡地へ本校が移転したため、雨紅の代表作「夕焼小焼」の記念歌碑を建立したものである。なお雨紅は厚木小学校の校歌も作詞している[15]。
- 2011年（平成23年）10月 - 創立140周年記念行事を「厚小カーニバル」で開催[2]。
- 2013年（平成25年）給食調理場が完成、稼働開始[2]。
- 2016年（平成28年）3月 - 普通教室の冷暖房工事が完了[2]。
- 2022年（令和4年）
  - 9月30日 - 創立150周年記念碑の除幕式を開催[5][6]。
  - 11月18日 - 創立150周年記念式典を開催[5][6]。

## 通学区域
- 松枝1丁目 - 2丁目[16]
- 元町[16]
- 東町[16]
- 寿街1丁目 - 3丁目[16]
- 水引1丁目 - 2丁目[16]
- 厚木町[16]
- 中町1丁目 - 3丁目[16]
- 栄町1丁目 - 2丁目[16]
- 厚木の一部[16]

## 主な進学先
市内の公立中学校へ進学する際の主な進学先は以下のとおり。
- 厚木市立厚木中学校[16]

## 交通アクセス
- 所在地：神奈川県厚木市寿町3丁目15番34号[3]
- 最寄駅：小田急小田原線本厚木駅北口から徒歩9分[3]
- 路線バス：厚木バスセンターより神奈川中央交通「税務署入口」下車

## 周辺
- 厚木市立病院
- 東京国税局厚木税務署
- 神奈川県警察厚木警察署
- 厚木市立厚木中学校
- 厚木中央公園
- ハローワーク厚木
- 相模ゴム工業本社
- 相模川
  - 厚木野球場、厚木市営プール（相模川河川敷）

## ゆかりの人物・著名人
開校から150年の間に、約18,000人の卒業生を送り出している。
- 遠藤雄弥（俳優、D-BOYS）
- 熊井友理奈（タレント、元Berryz工房）
- 神品信市 （映画プロデューサー、MIRAI PICTURES JAPAN）
- 田口幸一（株式会社肉の田口 代表取締役）
- 田口たかお（株式会社肉の田口 元専務取締役、厚木市議会議員）[17]
- 与座重理久（俳優・タレント）
- 山口貴裕（厚木市長、2023年2月初当選）